# Perrée (Maßeinheit)
Die Perrée war ein französisches Volumen- und Getreidemaß. Es war in der Größe unterschiedlich, aber im Verhältnis zu anderen Maßen gleich.
In der historischen Provinz Bretagne mit Vannes und Auvray waren das Maß in
- Vannes 1 Perrée = 100,32 Liter (plus 10 Prozent des Wert von Auvray) (als Trockenmaß 0,1584 Kubikmeter)
- Auvray 1 Perrée = 91,2 Liter (als Trockenmaß 0,1440 Kubikmeter)
- 10 Perrées = 1 Tonneau/Tonne = 912 Liter (als Trockenmaß 1,440 Kubikmeter)